# Bad Traunstein
Bad Traunstein (do 8 września 2009 Traunstein) – uzdrowiskowa gmina targowa w Austrii, w kraju związkowym Dolna Austria, w powiecie Zwettl. Liczy 1 049 mieszkańców (1 stycznia 2014).